# Аријон Ибрахимовић
Аријон Ибрахимовић (Нирнберг, 11. децембар 2005) је немачки фудбалер албанског порекла који тренутно наступа за Лацио. Игра на позицији офанзивног везног играча.
Ибрахимовић је пореклом из Призрена на Косову и Метохији.

## Успеси
Бајерн Минхен
- Бундеслига Немачке (1) : 2022/23.[5]